# Ethelvina-Ofelia Raga Selma
Ethelvina-Ofelia Raga Selma (Catarroja, 30 de abril de 1911-Madrid, 1 de enero de 2005) fue una compositora, organista, director de orquesta y escritora española, autora de una obra que abarcó todos los géneros musicales, desde la música ligera a la sinfónica o la religiosa, además de la poesía, el guion radiofónico y el cuento. Fue la primera mujer que dirigió la Banda Municipal de Valencia, en el año 1957.

## Reseña biográfica
Ethelvina-Ofelia Raga era hija de un modesto matrimonio de zapateros que tuvo seis hijos. Se interesó por la música desde niña bajo la influencia de su hermana Asunción, que falleció muy joven. Estudió en el Conservatorio de Valencia, donde fue alumna entre otros de Pedro Sosa López (Solfeo, Armonía y Formas Musicales), a quien consideró su maestro, y de José Manuel Izquierdo Romeu (Violín), nacido en Catarroja como ella. En 1928 obtuvo el título profesional de Piano, pero un premio Fin de Carrera de segunda clase, cuando esperaba recibirlo de primera le provocó una gran decepción y decidió emprender nuevos estudios de Violín y Composición, que concluyó a los veinte años de edad, mientras se ganaba la vida como pianista de cine. Ese mismo año debutó como directora de la orquesta Mare Nostrum de Catarroja, al frente de la cual estuvo cinco años. En mayo de 1930 estrenó la zarzuela Deu mil duros en la Sociedad La Protectora, de Valencia.
En 1932 estaba afiliada a Acción Republicana, el partido de Manuel Azaña, y participó activamente en actividades de organización y propaganda de la Agrupación Femenina de este partido. En 1933, mientras preparaba unas oposiciones para estudiar en París, la muerte de su padre y de su hermano le causaron una gran impresión y decidió entrar en un noviciado para formarse como misionera. Entre 1933 y 1935 residió en Agres, donde dirigió un grupo de viento vinculado al partido Derecha Regional, y posteriormente en Vich, siempre como novicia. En la congregación fue una compositora prolífica, siempre en el ámbito de la múisica sacra.
Estalló entonces la Guerra Civil y debió refugiarse en su casa para escapar de la persecución de religiosos. En esa época empezó a escribir sus primeras obras orquestales, que concluyó al regresar al noviciado tras la guerra. Como religiosa residió entre Vich, de nuevo, Tarragona y Tárrega.
Por razones de salud regresó a la vida civil hacia 1945 y trabajó como «misionera laica», según su propia descripción en varias iniciativas para niños y obreros necesitados, además de ejercer como organista en iglesias, dar clases de música y continuar con la dirección de coros, rondallas y bandas (la Municipal de Manzanera, por ejemplo, en 1949). Siguió componiendo música y redactó métodos e intensificó su producción como poeta y dramaturga. 
En 1948 fundó y dirigió el coro de Lo Rat Penat y en años sucesivos dirigió diferentes coros y bandas. En 1952 fue cofundadora con Alejandro García Planas de la revista musical Pentagrama. En 1954 obtuvo por oposición una beca-pensión de la Diputación Provincial de Valencia para la dirección de bandas civiles. Gracias a esa beca, en mayo de 1957 dirigió un concierto de la Banda Municipal de Valencia en los Jardines del Real. El programa, atípico, contó con la colaboración del coro de la Hermandad Católica Ferroviaria. La primera parte presentó obras de la propia Raga y en la segunda se combinaban piezas breves o fragmentos de Beethoven, Kodaly y Wagner con otras piezas de la directora. También se escuchó Lo cant del valencià, de Pedro Sosa, y una obra coral de Raga dedicada a este compositor. Ese mismo año fue alumna del primer curso internacional de dirección de orquesta que se organizó en Valencia, a cargo de Volker Wangenheim.
A lo largo de la década de 1950 también estuvo muy activa en la radio, con programas en Radio Mediterráneo, La Voz de Levante y Radio Catarroja. Tras la riada de 1957 en Valencia se trasladó a Madrid donde fue pianista de la academia Pericet de danza clásica española, además de continuar con sus clases particulares y realizar orquestaciones y arreglos por encargo. Una lesión en el dedo índice de la mano derecha le obligó a dejar el piano y decidió trasladarse a Suiza con su compañera Milagros Hidalgo. Allí recuperó poco a poco la movilidad y estudió Órgano con André Luy en el conservatorio de La Chaux de Fonds, aunque tuvo que interrumpir sus estudios por un cambio de residencia. Tras vivir alrededor de diez años en Suiza, donde compaginó la música con su empleo en varias fábricas, regresó a Madrid. Allí fue redactora entre 1970 y 1972 de la revista Ritmo. Casi hasta el final de su vida siguió activa y actuó como pianista en diferentes asociaciones y centros culturales, a veces acompañando al piano la lectura de poemas de su amiga Milagros Hidalgo.

## Trayectoria compositiva y creadora
Ofelia Raga fue una compositora precoz y prolífica. A los doce años de edad escribió la primera de sus más de doscientas obras, titulada Mi primer vals, para piano. Aunque pasó por el conservatorio, curiosamente se declara «autodidacta cien por cien», y afirma haber completado su formación con la lectura de los métodos y tratados de Felipe Pedrell, Hans Richter, Ludwig van Beethoven, de quien fue admiradora, Hugo Riemann, Rimski-Kórsakov, Hans Scholz, Ernst Toch, Fritz Volbach, Joaquín Turina, François-Auguste Gevaert entre otros.
Al igual que otros músicos de su generación y de la anterior se interesó por el folclore y recopiló canciones populares de Catarroja, alguna de las cuales utilizó en su propia obra, y de la Pobla del Duc. Pero mostró asimismo un interés mucho más atípico por el cine y la televisión; rodó películas domésticas, que por desgracia no se conservan, para las que escribió la música, escribió guiones cinematográficos y en 1973 compuso para la película El espectro del terror, de Javier Elorrieta, aunque su trabajo no está reconocido en el filme y es posible que finalmente no se utilizara.
Como compositora Ofelia Raga fue una artista ecléctica y tan inquieta como en el resto de sus facetas. Raquel Lacruz ha señalado que junto a su producción religiosa, su música ligera, sus incursiones en el teatro musical y sus obras para banda, todas ellas de corte clásico, mostró mayor modernidad y ambición en obras sinfónicas como su poema concierto para órgano y orquesta "La nueva Babel” o el ballet “El paraíso fue Mariola”, que escapan del lenguaje tonal.
Ofelia Raga compuso asimismo mucha música ligera y festera. En 1932 la revista fallera El buñol reprodujo la partitura de su pasodoble del mismo título. En la Sociedad general de Autores y Editores registró a lo largo de su vida más de cien obras, entre las que abundan las de influencia andaluza y se encuentran además ritmos como el mambo, el bolero, el tango o el cha cha cha. Todas ellas están registradas también con su seudónimo de Leo Géminis.
En los años cincuenta Raga Selma solicitó una beca para desarrollar diferentes inventos, algunos de tinte especulativo y que seguramente no fueron más allá de la idea. Entre ellos había varios aparatos relacionados con la música, como un atril automático para directores, que debía pasar las páginas de la partitura con ayuda de un pedal.
Pese a todos sus esfuerzos, gran parte de su obra tuvo una circulación muy restringida o permaneció inédita. En 1934 la Gaceta de Madrid da cuenta del depósito en el registro de la propiedad de una colección de canciones ligeras con letra y música de Ofelia Raga, y en la BNE se conservan copias impresas de "Carihambra", rapsodia para banda sinfónica, y de su concierto "La nueva Babel", sin datos editoriales, que seguramente costeó ella misma. Fue consciente de que su condición de mujer le había supuesto un obstáculo y dejó constancia de ello en diferentes ocasiones. Su legado conserva un manifiesto redactado en 1950, titulado Reivindicación y dirigido a las mujeres intelectuales y artistas católicas, para promover una asociación que fomentara la creación artística, a través de revistas, conferencias, recitales o exposiciones y defendiera a las mujeres frente al atropello de sus derechos en concursos y oposiciones.
Solo algunos años después de morir ha empezado a recuperarse su figura, gracias en primer lugar a la iniciativa de su familia, que en 2007 depositó sus fondos en el Instituto Valenciano de la Música (hoy Instituto Valenciano de Cultura), donde pueden consultarse. A raíz de aquello han llegado las investigaciones de la profesora del Conservatorio Superior de Música Joaquín Rodrigo de Valencia, Raquel Lacruz, los conciertos de Mercedes Femenía al frente de la Banda de Mujeres de la Federación de Sociedades Musicales de la Comunidad Valenciana, en 2018, y la exposición divulgativa Les nostres compositores (2020), organizada por Presidencia de la Generalidad Valenciana. El artículo de Germán Sánchez ya citado incluye una relación muy exhaustiva de la obra compositiva de Raga Selma.

## Distinciones (selección)
- Premio de segunda clase (Piano, Conservatorio de Valencia, 1928)
- Poesía festiva (Juegos Florales Altar del Mercat, 1950)
- Primer premio (Amigos de la poesía, Juegos Florales, 1952)
- Accésit (Flor natural, Viola, Juegos Florales, 1954)
- Primer premio (Guiones radiofónicos, Centenario del nacimiento de Fray Luis Amigó, 1954)
- Primer premio (Juegos Florales, 1955)
- Títol d'honorable escriptor (Lo Rat penat, 1957)